# أوتنابيشتيم
أوتنابيشتيم (بالأكدية: 𒌓𒍣) هو شخصية في ملحمة جلجامش الذي كلفه إنكي بالتخلي عن ممتلكاته الدنيوية وإنشاء سفينة عملاقة تسمى الحافظ من الحياة. وقد كٌلف أيضًا بإحضار زوجته وعائلته وأقاربه إلى جانب الحرفيين في قريته والحيوانات والأطفال والحبوب. قدوم الفيضان سوف يمحو كل الحيوانات والناس إلا من كان على السفينة، وهو مفهوم مشابه للقصة التي ذٌكرت في التوراة والقرآن لسفينة نوح. وبعد مرور أثنا عشر يومًا على الماء، فتح أوتنابيشتيم فتحة السفينة لينظر حوله ورأى منحدرات جبل نيزر، حيث أراح سفينته لمدة سبعة أيام. وفي اليوم السابع، أرسل حمامة لمعرفة ما إذا كانت المياه قد انحسرت، ولم تتمكن الحمامة من العثور على شيء سوى الماء، لذلك عادت. ثم بعث السنونو، وكما عادت التي قبله، عاد هو الآخر، بعد أن لم يجد شيئًا. وأخيراً، أرسل الغراب، ورأى الغراب أن المياه قد تراجعت، لذلك حلق حولها، لكنه لم يعد. ثم أطلق أوتنابيشتيم جميع الحيوانات، وقدم تضحية للآلهة. ثم جاءت الآلهة له، لأنه كان قد حافظ على بذرة الإنسان في حين بقي موالي وواثق بألهته، وأُعطيت لأوتنابيشتيم وزوجته الخلود، وكذلك مكانًا بين الآلهة السماوية. 

## دوره في ملحمة جلجامش
في الملحمة، مع التغلب على وفاة صديقه إنكيدو، ينطلق البطل جلجامش في سلسلة من الرحلات للبحث عن سلفه أوتنابيشتيم (زيسوثروس) الذي يعيش عند مصب الأنهار والذي أعطي الحياة الأبدية. أوتنابيشتيم أستشار جلجامش للتخلى عن بحثه عن الخلود ولكنه يخبره عن نبات يمكنه أن يجعله شاباً مرة أخرى. يحصل جلجامش على النبات من قاع البحر في دلمون (البحرين حالياً) ولكن يسرقه الثعبان ويعود جلجامش إلى منزله في مدينة أوروك، بعد أن تخلى عن أمله في الخلود أو تجديد الشباب.

## سفينةحافظ الحياة
سفينة "حافظ الحياة" كانت مصنوعة من الأخشاب الصلبة، حتى أن أشعة شمش (الشمس) لن تشع متساوية الأبعاد في الطول والعرض. كان من المفترض بتصميم السفينة أن ترسم على أرض الواقع من قبل إنكي وإطارها من الفلك، والذي صنع في خمسة أيام، بحوالي 200 قدم في الطول والعرض والارتفاع، مع مساحة أرضية تبلغ فدانًا واحدًا. كان في الفلك سبعة طوابق، كل طابق مقسم إلى تسعة أقسام، حيث أنهى الفلك بالكامل في اليوم السابع. تم إغلاق مدخل السفينة بمجرد أن استقلها الجميع. 